# London Oxford Airport

i7
i11
i13
Der London Oxford Airport (IATA-Code: OXF, ICAO-Code: EGTK), bis 2009 Oxford Airport, früher RAF Kidlington bzw. Kidlington Airport, liegt in Kidlington, elf Kilometer von Oxford und 100 km von London entfernt. Er ist der einzige zivil genutzte Flughafen in der Grafschaft Oxfordshire sowie neben Coventry einer von nur zwei kommerziell genutzten Airports zwischen den Großflughäfen Heathrow und Birmingham; zudem sitzt hier die Oxford Aviation Academy, die größte Flugtrainingseinrichtung in Europa.
Historisch stets von der Pilotenaus- und Weiterbildung geprägt, ging 2008 die Zahl der Flugbewegungen auf 48.000 zurück, obwohl bis zu 160.000 jährlich zugelassen sind. In den 1960er Jahren war Oxford einer der meistfrequentierten Flughäfen der Welt.

## Geschichte

### RAF Kidlington
Die Geschichte des Airports geht bis in die 1930er Jahre zurück: Die Einrichtung wurde 1935 durch die Stadt Oxford begründet, die ihn eigentlich als städtischen Flughafen nutzen wollte. Dazu kam es zunächst nicht. Denn während des Zweiten Weltkriegs richtete die Royal Air Force hier zunächst ein Zentrum zur Pilotenausbildung, die Royal Air Force Station Kidlington, kurz RAF Kidlington, ein. Die letzte hier stationierte RAF-Einheit wurde 1951 aufgelöst.

#### Zwischenfälle
- Am 5. Januar 1941 stürzte eine von der Flugpionierin Amy Johnson gesteuerte Airspeed Oxford (Luftfahrzeugkennzeichen V3540) auf dem Weg von Blackpool nach Oxford in die Themsemündung, nachdem die Pilotin mit dem Fallschirm aufgrund von Treibstoffmangel und Orientierungsverlust abgesprungen war. Um diesen Absturz ranken sich bis heute verschiedene Mysterien. Es gibt auch ernstzunehmende Hinweise, dass ihr Flugzeug durch die britische Flugabwehr abgeschossen wurde. Ihre Leiche wurde nie gefunden.[5]

### Zivile Nutzung

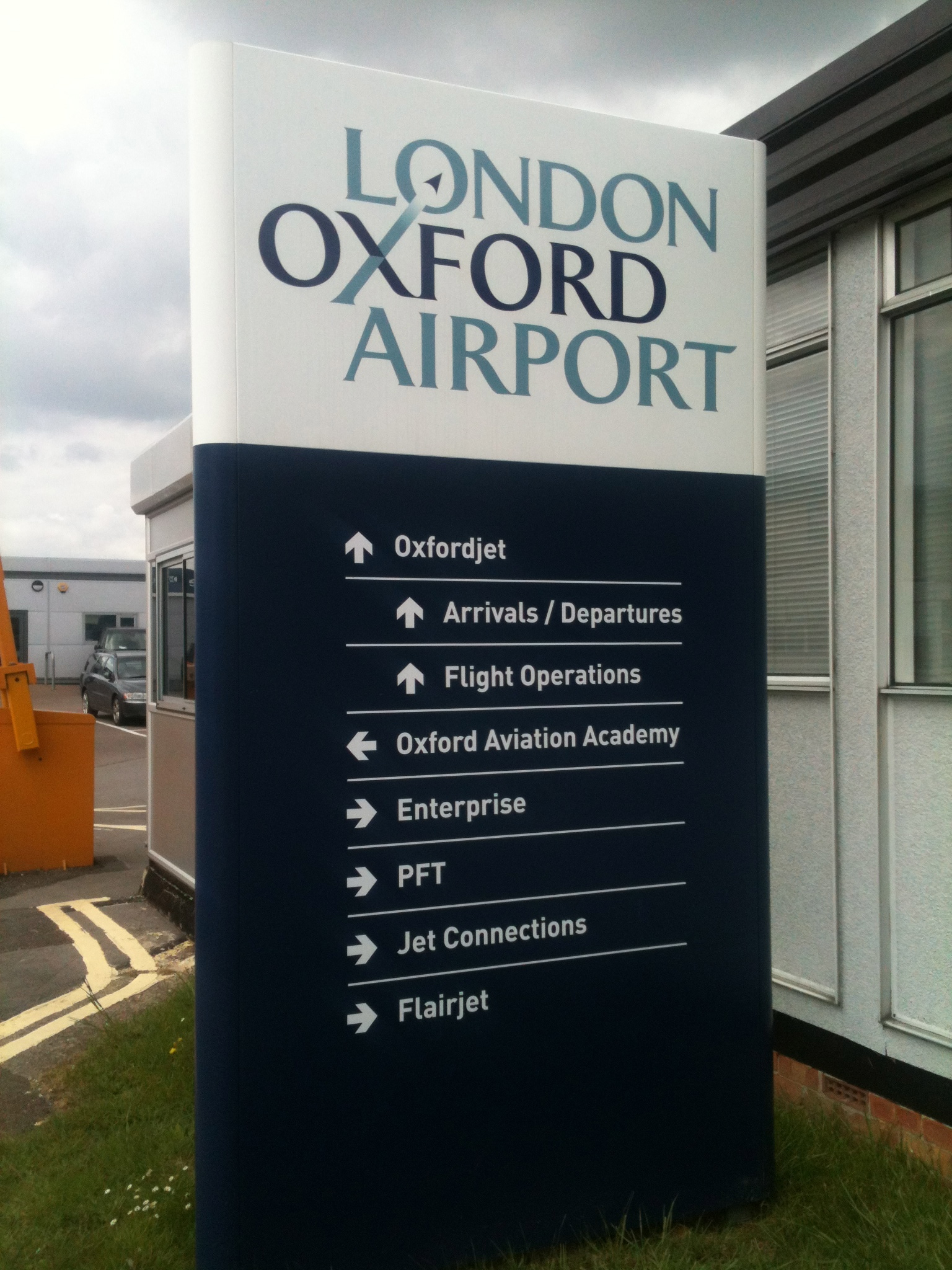
London Oxford Airport

Die zivile Nachnutzung begann bereits 1946. Spätestens ab den 1960ern erlangte OXF besondere Bekanntheit als Pilotenausbildungsstätte. 1975 erhielt die Graslandebahn einen Asphaltbelag und wurde 1988 auf 1552 Meter verlängert. 1981 privatisierte die öffentliche Hand den Flughafen. Er gehörte zunächst BBA Aviation plc und wechselte später den Besitzer: die Immobilieninvestoren David und Simon Reuben erwarben den Flughafen im Juli 2007 und setzten die ebenfalls zu ihrer Firmengruppe gehörende CSE Aviation Ltd. als Betreiber ein. Im selben Jahr wurde der Asphalt erneuert und die Start- und Landebahn auf die aktuellen Maße verbreitert; außerdem erfuhren sowohl Taxiway als auch das Vorfeld umfangreiche Modernisierungsarbeiten, zudem ist seit 2008 ein neues Businessterminal in Betrieb.
Um die internationale Bekanntheit zu erhöhen, erfolgte im August 2009 aus Marketinggründen die in der Oxforder Zivilbevölkerung als missverständlich kritisierte Umbenennung von "Oxford Airport" in London Oxford Airport, obwohl er rund 100 Kilometer von London entfernt ist.
Heute entfallen rund 35 Prozent der Flugbewegungen auf dem Flughafen Oxford auf die Aus- und Weiterbildung von Piloten, zehn Prozent tragen Firmenflugzeuge bei, und der Rest entfällt auf Charterflüge und Privatflugzeuge. Durch die relative Nähe zu London – die Fahrtzeit ins Londoner Westend beträgt ungefähr eine Stunde, für besonders finanzkräftige Passagiere steht ein Helikopter-Service mit 20 Minuten Flugzeit bereit – ist der Airport für Firmenjets ein attraktiver Zielflughafen.
Der Flughafen ist mit einem Instrumentenlandesystem sowie hochmodernem Thales-Radar ausgestattet und täglich zwischen 6:30 Uhr und 22:00 Uhr GMT in Betrieb; ein Nachtflugverbot gilt ab 0:00 Uhr.

## Zwischenfälle
- Am 6. Dezember 2003 wurde der französische Milliardär Paul-Louis Halley samt Ehefrau und Pilot getötet, als seine Socata TBM 700 beim Landeanflug ins Trudeln geriet. Die genaue Unfallursache konnte durch die britische Flugunfallermittlungsbehörde (AAIB) nie geklärt werden – da aus der offiziellen Untersuchung hervorging, dass das Flugzeug technisch einwandfrei gewesen sein muss, konnte man lediglich spekulieren, dass der Pilot womöglich durch einen Vogel abgelenkt wurde.[9]
- Im August 2006 verunglückte ein Trainingsflugzeug kurz nach dem Start: die Piper PA-28 Cherokee Warrior (Luftfahrzeugkennzeichen G-BYKR) durchbrach einen Begrenzungszaun und kam kopfüber auf der dahinter liegenden öffentlichen Straße zum Stehen. Trotz erheblichen Schadens und stark auslaufenden Kraftstoffs geriet die Maschine jedoch nicht in Brand, sodass keiner der drei Insassen verletzt wurde.[10]
- Am 15. Januar 2010 gegen 14 Uhr Ortszeit forderte der Absturz einer zweimotorigen US-registrierten Piper PA-31P Pressurized Navajo (Kennzeichen N95RS) auf ein Feld nahe der Straße A4095 zwei Todesopfer. Vier Teams des örtlichen Rettungsdienstes sowie der  Feuerwehr waren vor Ort, brauchten jedoch aufgrund der Abgelegenheit des Absturzortes sowie der eisigen Temperaturen für das Verlegen der Schläuche sehr lange, sodass das Feuer erst nach über eineinhalb Stunden gelöscht werden konnte.[11]